# 유의 수준
유의 수준(significance level)은 통계적인 가설검정에서 사용되는 기준값이다. 일반적으로 유의 수준은 α로 표시하고 95%의 신뢰도를 기준으로 한다면 (1−0.95)인 0.05값이 유의수준 값이 된다. 가설검정(hypothesis test)의 절차에서 유의수준 값과 유의확률 값을 비교하여 통계적 유의성을 검정하게 된다.

## 같이 보기
- 통계적 유의성
- 유의 확률(p-value)
- 임계 값(critical value, threshold value)